# Associazione Sportiva Viterbo Calcio 2005-2006
Questa pagina raccoglie le informazioni riguardanti l'Associazione Sportiva Viterbo Calcio nelle competizioni ufficiali della stagione 2005-2006.

## Rosa
| N. |                      | Ruolo | Calciatore                   |
| -- | -------------------- | ----- | ---------------------------- |
|    | Italia (bandiera)    | D     | Stefano Bianconi             |
|    | Italia (bandiera)    | C     | Daniele Bordacconi           |
|    | Italia (bandiera)    | C     | Andrea Bussi                 |
|    | Italia (bandiera)    | D     | Ferdinando Campione Ciriello |
|    | Italia (bandiera)    | C     | Luca Faraone                 |
|    | Italia (bandiera)    | D     | Massimiliano Farris          |
|    | Italia (bandiera)    | C     | Giuseppe Ferrante            |
|    | Italia (bandiera)    | P     | Patrizio Fimiani             |
|    | Italia (bandiera)    | D     | Cristiano Gagliarducci       |
|    | Italia (bandiera)    | D     | Elia Giansante               |
|    | Italia (bandiera)    | C     | Cristiano Gimelli            |
|    | Argentina (bandiera) | D     | Maximiliano Ginobili         |
|    | Italia (bandiera)    | C     | Mattia Grimaldi              |
|    | Italia (bandiera)    | D     | Luca Locatelli               |
|    | Italia (bandiera)    | D     | Gabriele Malè                |
|    | Italia (bandiera)    | C     | Andrea Marano                |

| N. |                      | Ruolo | Calciatore              |
| -- | -------------------- | ----- | ----------------------- |
|    | Italia (bandiera)    | C     | Matteo Morici           |
|    | Italia (bandiera)    | A     | Rodolfo Moronti         |
|    | Italia (bandiera)    | C     | Alfredo Nardoni         |
|    | Italia (bandiera)    | C     | Mirko Pagliarini        |
|    | Italia (bandiera)    | P     | Giovanni Proietti       |
|    | Italia (bandiera)    | C     | Omar Rivolta            |
|    | Italia (bandiera)    | A     | Maurizio Rossi          |
|    | Italia (bandiera)    | C     | Alessio Scarchilli      |
|    | Italia (bandiera)    | A     | Massimiliano Scichilone |
|    | Italia (bandiera)    | C     | Francesco Statuto       |
|    | Argentina (bandiera) | C     | Carlos Sebastian Suarez |
|    | Italia (bandiera)    | A     | Giovanni Tiberi         |
|    | Italia (bandiera)    | C     | Jacopo Venturini        |
|    | Argentina (bandiera) | A     | Jonathan Vidallé        |
|    | Italia (bandiera)    | C     | Antonio Zanfarino       |
|    | Italia (bandiera)    | C     | Massimiliano Zazzetta   |